# Peo

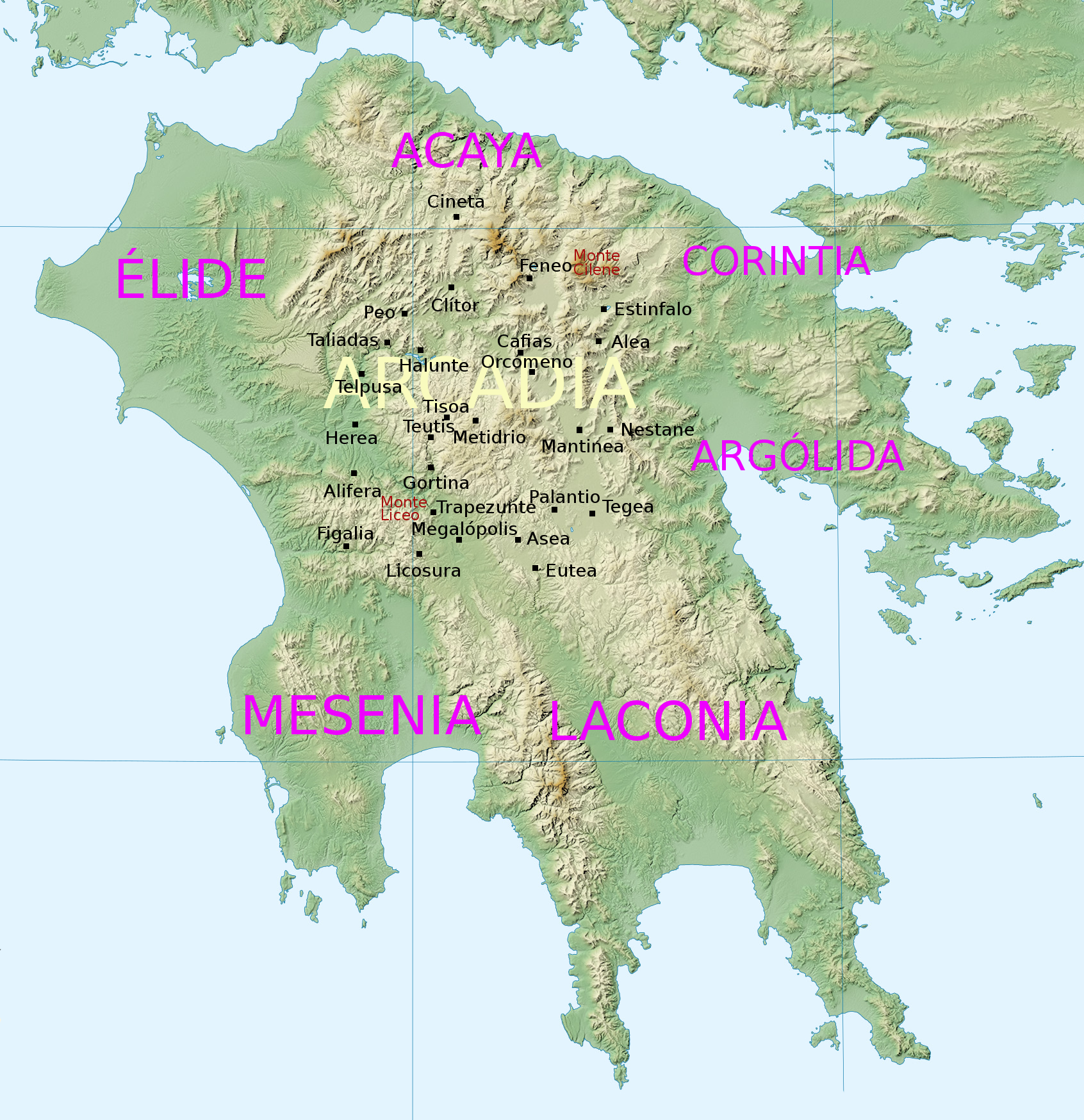
Mapa del Peloponeso con la situación de algunas de las principales ciudades de la antigua Arcadia. Peo se ubicaba en el noroeste.

Peo o Pao (en griego, Παῖον) es el nombre de una antigua ciudad griega de Arcadia.
Según Heródoto, la ciudad estaba situada en el distrito de Azania y era la patria de uno de los pretendientes de Agarista llamado Láfanes, hijo de Euforión. De su padre se contaba que había alojado en su casa a los Dióscuros y que desde entonces brindaba hospitalidad a cualquier persona.
Pausanias la ubica cerca de un bosque llamado Sorón. En sus tiempos se encontraba en ruinas.
Suele localizarse en la moderna población de Skoupi, donde se han encontrado diversos restos arqueológicos.